# 小行星9942
小行星9942（英語：9942）是一颗围绕太阳公转的小行星。1989年10月8日，T. Hioki、川里信弘在奥多摩町发现了此天体。
这颗小行星的绝对星等为38.23465等。